# 張依仁
張依仁（1917年5月9日—2011年2月24日），台灣新竹湖口客家人、醫師、基督徒、二二八事件受難者、張七郎父子慘案的唯一倖存者。幼年在日本內地求學，1937年赴滿洲國就讀於滿洲醫科大學（現中国医科大学沈阳医学院前身），1943年畢業後在奉天市 （今瀋陽市）當地行醫。1945年太平洋戰爭結束，國民政府接管台灣。花蓮鳳林仁壽醫院院長張七郎寫信要求三個在滿洲的醫生兒子全部回台，共同參與台灣建設，遂於翌年以聯合國公約難民身分返台，在花蓮太巴塱醫院服務。
1947年二二八事件爆發，4月1日，中華民國國軍21師獨立團至花蓮清鄉。駐軍以有士兵拉肚子為由，先要張宗仁帶藥箱前往治療，不久張果仁回來，突被反扣綑綁帶走，未出示任何逮捕令，不久又拘捕臥病在床的張七郎與張依仁。在未經過司法審判下，國軍連夜在鳳林郊外的公墓秘密槍決張七郎、張宗仁、張果仁父子三人；三人生前皆遭凌虐，傷痕累累，死時只著內褲，外衣、帽子都被剝走，子彈皆從後背穿過前胸，張果仁大腸外露。張氏遺族後來自行尋獲遺體收埋。
張依仁因曾在滿洲醫治蔣介石的腹瀉，持有一張軍醫身份證件而倖免，被囚禁於東部警備區勞動訓導班三個月後釋放。張依仁在事後因不斷遭國民黨特務、警察騷擾而離台，1963年定居巴西，但仍受到外交部駐巴西代表處的迫害，曾在巴西北部躲藏。因名列「黑名單」，長期被禁止返台，政黨輪替後的2004年始返台在台中定居，2011年2月24日在台中病逝，享年92歲。
張依仁曾在受訪時強調，「一輩子都不會原諒國民黨」。